# Yusuke Igawa
Yusuke Igawa (井川 祐輔 Igawa Yusuke?), född 30 november 1982 i Osaka prefektur, är en japansk fotbollsspelare.
Igawa började sin karriär 2001 i Gamba Osaka. Efter Gamba Osaka spelade han för Sanfrecce Hiroshima, Nagoya Grampus Eight och Kawasaki Frontale.